# Emílio Severino de Avelar
Emílio Severino de Avelar (Velas, 20 de Fevereiro de 1834 — São Tomé, ilha de São Tomé, 5 de Março de 1894) foi um médico que ganhou grande fama como urologista, sendo um dos pioneiros da especialidade em Portugal e um dos primeiros a intervir cirurgicamente na bexiga. Notabilizou-se pelas suas curas admiráveis.

## Biografia
Emílio Severino de Avelar foi filho do capitão de navios Joaquim Severino de Avelar, da Calheta de São Jorge, e de sua mulher Laureana Emília Constância, natural da Horta. Para além de Emílio Severino de Avelar, o casal contou entre os seus sete filhos outro dois distintos médicos: José Severino de Avelar e Lemos, médico em Niterói; e Francisco Severino de Avelar, guarda-mor da saúde, publicista e deputado às Cortes. Os irmãos médicos que trabalharam juntos em Ponta Delgada e depois em Lisboa, ficaram conhecidos pelos Doutores Avelares.
Emílio Severino de Avelar formou-se em Medicina e Cirurgia pela Escola Médico-Cirúrgica de Lisboa no ano de 1862, sendo logo após a formatura contratado como facultativo do Hospital de Ponta Delgada, então sob a égide da Santa Casa da Misericórdia daquela cidade. Em Ponta Delgada ganhou grande reputação, considerando-se admiráveis as curas que conseguia.
Exerceu clínica nos Açores até 1884, ano em que decidiu radicar-se em Lisboa, abrindo naquela cidade um consultório dedicado essencialmente à urologia. Em poucos anos afirmou-se como um dos mais reputados médicos de Lisboa, sendo conhecidas as suas curas em questões urológicas e o seu pioneirismo no tratamento cirúrgico de doenças daquele foro.
Em 1894 deslocou-se à ilha de São Tomé com o objectivo de operar um doente que não se podia deslocar a Lisboa. Faleceu durante a sua estadia na ilha, vítima de uma febre biliosa.
Publicou em Lisboa a sua tese de licenciatura intitulada Algumas Considerações a Propósito de um Caso de Quisto Piloso do Ovário.

## Obras publicadas
- 1861 — Algumas Considerações a Propósito de um Caso de Quisto Piloso do Ovário. Lisboa.